# Oglasa diagonalis
Oglasa diagonalis là một loài bướm đêm trong họ Noctuidae.